# 默基特希臘禮天主教拉塔基亞總教區
默基特希臘禮天主教拉塔基亞總教區（拉丁語：Archieparchia Laodicena Graecorum Melkitarum）是敘利亞一個東儀天主教總教區（默基特希臘禮），直屬聖座。
總教區成立於1961年4月28日，包括西部拉塔基亞省和塔爾圖斯省。2009年有十五名司鐸、十八個堂區、10,000名教友。現任教區總主教為尼各老·薩瓦夫。